# Кондом
Кондом или презерватив (лат. praeservare — спречити) предмет је израђен од гуме, латекса или сличних еластичних материјала који се превлачи преко пениса и представља средство контрацепције и заштите од сексуално преносивих болести као и заштите од заразе ХИВ вирусом путем сексуалних контаката. Постоји и женски кондом са истом наменом. Постоје и специјално прављени презервативи са зупцима и грбицама, чији је циљ да појачају трљање о женске гениталије и њихово дражење. Што се тиче величине постоје S, M, L, XL, XXL. Прва величина је уска и она се препоручује за људе чија је величина пениса до 14 cm. Следећа величина варира негде од 15 до 18 cm. Последње 3 величине су кондоми од 18 до 20 cm и сви су исте дужине, али различите ширине. Уз правилну употребу и примену при сваком полном односу, жене чији партнери користе мушке кондоме доживљавају стопу трудноће од 2% годишње. Уз типичну употребу, стопа трудноће је 18% годишње. Њихова употреба у великој мери смањује ризик од гонореје, хламидије, трихомонијазе, хепатитиса Б и ХИВ/АИДС-а. У мањој мери штите и од гениталног херпеса, хуманог папилома вируса (HPV) и сифилиса.
Мушки кондом се пре сполног односа намотава на усправни пенис и делује тако што ствара физичку баријеру која блокира сперму да уђе у тело сексуалног партнера. Мушки кондоми се обично праве од лејтекса, а ређе од полиуретана, полиизопрена или јагњећег црева. Мушки кондоми имају предности једноставности употребе, приступачности и мало нуспојава. Мушкарци са алергијом на лејтекс могу да користе кондоме направљене од других материјала, попут полиуретана. Женски кондоми су обично направљени од полиуретана и могу се користити више пута.
Кондоми као метода спречавања преноса полних болести се користе бар од 1564. Гумени кондоми постали су доступни 1855. године, а затим и кондоми од лејтекса током 1920-их. Кондом се налази на листи есенцијалних медикамената Светске здравствене организације. У Сједињеним Државама кондоми обично коштају мање од 1,00 УСД. Од 2019. године, глобално, око 21% оних који користе контролу рађања користе кондом, што га чини другим најчешћим методом након стерилизације жена (24%). Стопе коришћења кондома су највише у источној и југоисточној Азији, Европи и Северној Америци. Годишње се прода око шест до девет милијарди кондома.

## Медицинска употреба

### Контрола рађања
Ефикасност кондома, као и већине облика контрацепције, може се проценити на два начина. Савршена употреба или метод стопе ефикасности укључују само људе који правилно и доследно користе кондоме. Стварна или типична стопа ефикасности употребе је за све кориснике кондома, укључујући и оне који користе кондоме погрешно или не користе кондоме при сваком чину сношаја. Стопе се генерално представљају за прву годину коришћења. Најчешће се користи Перл индекс за израчунавање стопа ефикасности, мада неке студије користе табеле смањења.‍:141
Уобичајена стопа трудноће код корисника кондома варира у зависности од популације која се проучава, и у распону од 10 до 18% годишње. Стопа савршене употребе кондома је 2% годишње. Кондоми се могу комбиновати са другим облицима контрацепције (попут спермицида) ради веће заштите.

### Полно преносиве инфекције
Кондоми се широко препоручују за превенцију полно преносивих инфекција (STI). Показало се да су ефикасни у смањењу стопе инфекције код мушкараца и код жена. Иако није савршен, кондом је ефикасан у смањењу преношења организама који узрокују AIDS, генитални херпес, рак грлића материце, гениталне брадавице, сифилис, хламидиозу, гонореју и друге болести. Кондоми се често препоручују као додатак ефикаснијим методама контроле рађања (попут ) у ситуацијама у којима је такође потребна заштита од полно преносивих болести.
Према извештају америчког Националног института за здравље (NIH) из 2000. године, доследна употреба кондома од латекса смањује ризик од преношења ХИВ-а за приближно 85% у односу на ризик без заштите, постављајући стопу сероконверзије (стопу инфекције) на 0,9 на 100 особа-година са кондомом, што је смањење са 6,7 на 100 особа-година. Једна анализа коју су 2007. године објавили Медицински огранак Универзитета у Тексасу и Светска здравствена организација открила је слично смањење ризика за 80–95%.
Један NIH преглед из 2000. је извео закључак да употреба кондома значајно смањује ризик од гонореје код мушкараца. У једној студији из 2006. је изнето становиште да правилна употреба кондома смањује ризик преношења хуманог папилома вируса (HPV) на жене за приближно 70%. Друга студија исте године показала је да је конзистентна употреба кондома ефикасна у смањењу преношења вируса херпес симплекс-2, познатог и као генитални херпес, и код мушкараца и код жена.
Иако је кондом ефикасан у ограничавању изложености, може доћи до преноса болести чак и при употреби кондомом. Инфективна подручја гениталија, посебно ако су присутни симптоми, не бивају увек покривена кондомом, те се као резултат тога неке болести попут HPV-а и херпеса могу пренети директним контактом. Примарни проблем у погледу ефикасности употребе кондома за спречавање полно преносивих болести је, међутим, недоследна употреба.
Кондоми такође могу бити корисни у лечењу потенцијално преканцерозних промена грлића материце. Изложеност хуманом папилома вирусу, чак и код појединаца који су већ заражени вирусом, повећава ризик од преканцерозних промена. Употреба кондома помаже у промовисању регресије ових промена. Осим тога, истраживачи у Великој Британији сугеришу да хормон у сперми може погоршати постојећи рак грлића материце, те да употреба кондома током секса може спречити излагање хормону.